# 1993 MK
1993 MK är en asteroid i huvudbältet som upptäcktes den 17 juni 1993 av den amerikanske astronomen Henry E. Holt vid Palomarobservatoriet.
Asteroiden har en diameter på ungefär 4 kilometer och den tillhör asteroidgruppen Hungaria.